# Gastronomía de Suiza

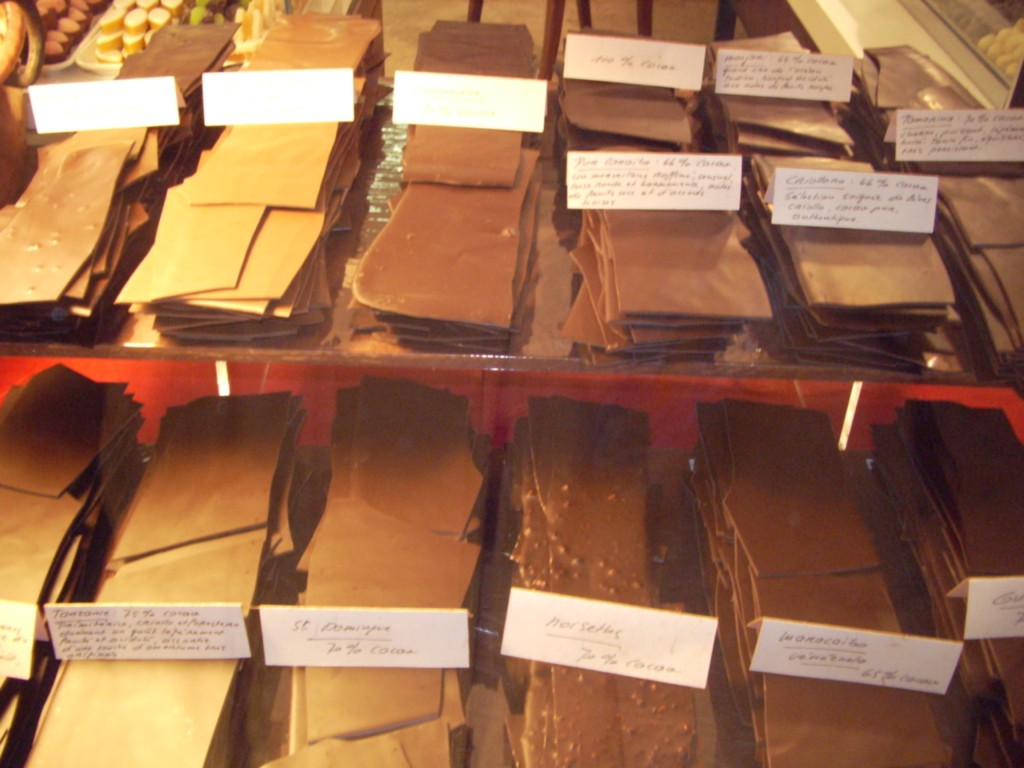
El chocolate suizo es de los más famosos en el mundo.

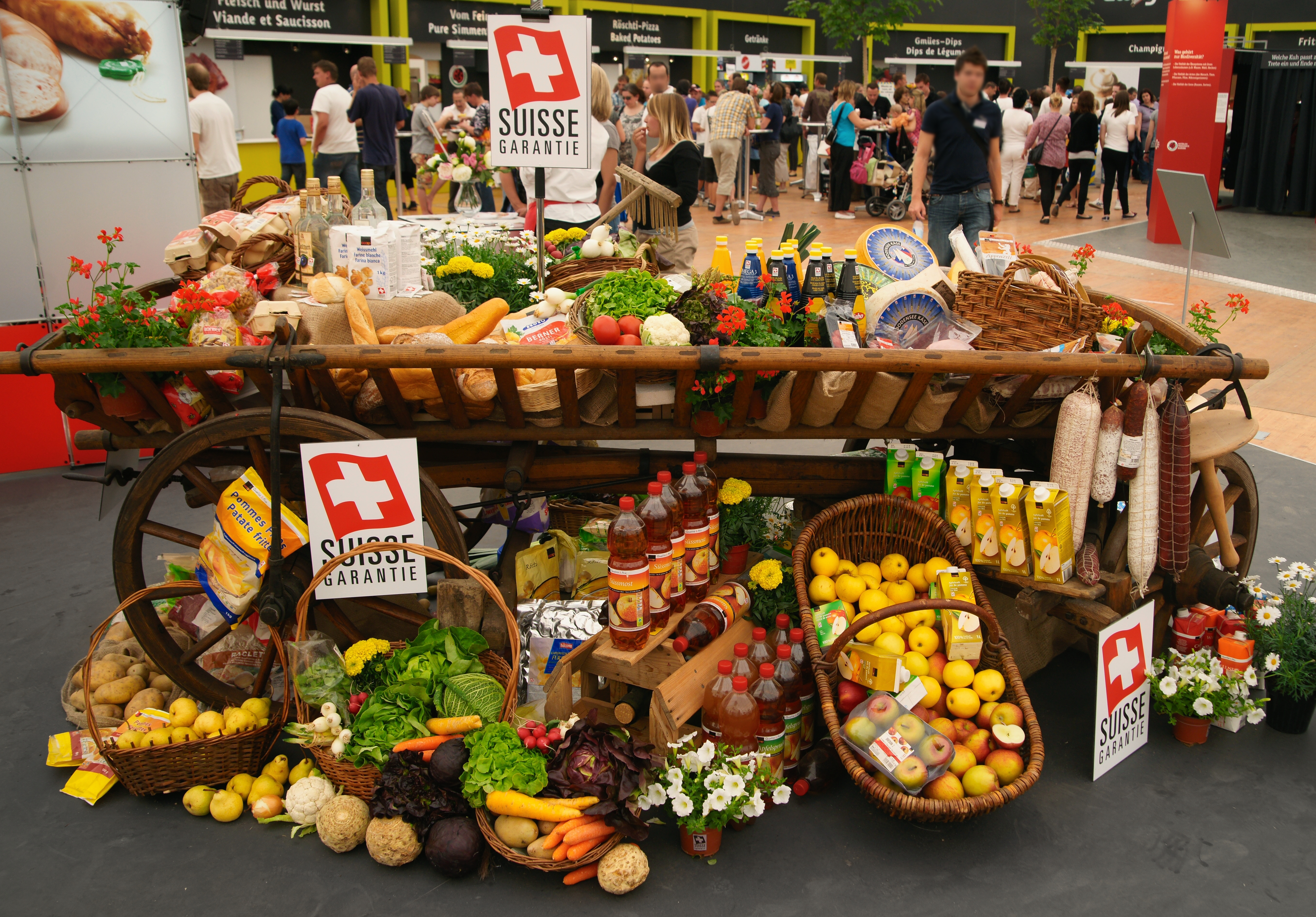
Puesto de venta en el que se observan diversos productos suizos.

La cocina suiza es única en sus variedades regionales (cantones) y está fuertemente influida por el clima y, como cabe esperar, tiene fuertes influencias de sus cocinas vecinas, tales como la cocina italiana, la cocina francesa y la cocina alemana.

## Ingredientes

### Quesos
A menudo la cocina suiza está asociada a los quesos, y en particular el emmental, el gruyer, el vacherin y el appenzeller, todos ellos formando parte primordial de las famosas raclette y de las fondues.

### Chocolate
Otro producto famoso internacionalmente en la cocina de Suiza es el chocolate. En concreto, la primera vez que se preparó el chocolate con leche fue en Suiza.

### Patatas

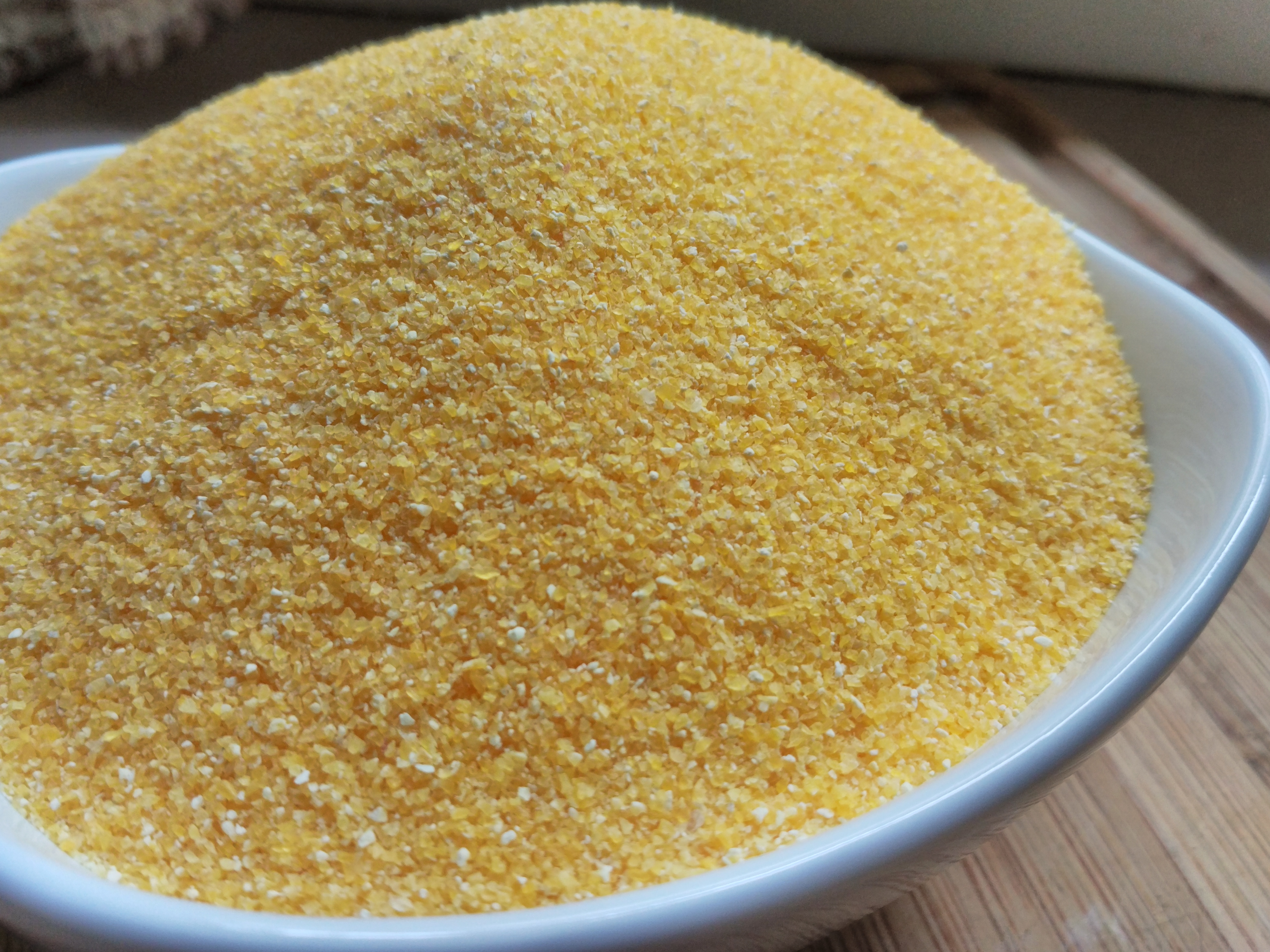
En el Tesino se come polenta.

Destaca el rösti, que inicialmente era un desayuno en el que las patatas sustituían al muesli.

## Carne
Destaca el cervelat, que se prepara y se sirve de múltiples formas. Se elaboran también jamones, cecinas y salchichones de excelente calidad curados en la alta montaña alpina. En Suiza también se elabora una preparación de carne seca (una especie de cecina o tasajo).
Desde hace siglos los pastos alpinos suizos han permitido el desarrollo de numerosas razas de ganadería y pastoreo. Entre las razas de ganado vacuno destaca la raza Simmental, apreciada tanto por la calidad de su leche como de su carne, que se caracteriza por ser particularmente tierna, grasa y jugosa, con un marmoleo equilibrado.
En algunas zonas rurales como St.Gallen y Appenzell.

## Bebidas
El zumo de manzana es la bebida más popular en Suiza; se suele tomar también sidra. El vino se suele producir en algunas regiones como el Valais, Vaud, Neuchâtel y el Tesino, así como en Zúrich. Las variedades de uva más empleadas para la elaboración de los vinos son la Pinot Noir, Gamay, Merlot y la Chasselas.
La edad mínima que permite beber a una persona es de 16 años, con los que se puede tomar cerveza y vino; con 18 años, licores.